# Елена Дементиева
Елена Вячеславовна Дементиева (на руски: Елена Вячеславовна Дементьева) е професионална руска тенисистка, родена на 15 октомври 1981 г. в Москва, Русия.
Дебютът в тениса на Деметиева е организиран от семейството ѝ. Родителите ѝ, Вячеслав – електроинженер, и Вера – учител, често играели тенис в свободното си време. Любовта им към играта била толкова голяма, че се опитали да запишат 7-годишната Елена и нейния брат в някои от най-елитните московски спортни школи.
Но конкуренцията за спортовете била голяма. „Динамо“ и „Централният клуб на армията“ отказали да я приемат изтъквайки дребни недостатъци в движението ѝ по корта. Най-накрая я приели в знаменития клуб „Спартак“, където е обучавана от Рауза Исланова, майка и треньор на Марат Сафин и Динара Сафина.
Трите години под ръководството на Исланова били трудни, но Елена и до днес пази невероятни спомени от времето на този си треньор. „Това желание да се бия докрай беше наследено от нея, защото тя беше корава, консервативна и стриктна когато ставаше дума за спорт“, казва Дементиева.
Тя участва и печели първия си международен турнир, Лес Петит Асес, във Франция, когато е на 13. На турнирите „вкъщи“, в Русия, тя обикновено е най-малкото финалистка. Елена винаги е била част от четирите най-добри тенисистки в страната си, заедно с Анна Курникова, Екатерина Сисоева и Анастасия Мискина.
„Под крилото“ на Сергей Пашков в „Централния клуб на Армията“ (който този път я приели с готовност), Елена израства като играч. Тя коренно променя техниката си и се учи как да е водещата на корта, развивайки съкрушителния си форхенд. На 25 август 1998 тя става професионалистка.
Възходът ѝ в спорта е много бърз. Поставена на 182 място през 1998 г., тя се изкачва до номер 62 през 1999, а след това и до номер 12 през 2000.

## Кариера
Записва първото си участие в професионален турнир през 1995 година в родната Русия и Москва в началото на ноември. Макар фонда да е твърде скромен, Елена в два сета побеждава в първия кръг, но записва поражение във втория срещу Екатерина Сисоева след тежък трисетов сблъсък. Накрая равносметката показва $196 и 1.2 първи точки за ранкинг в ранглистата. Следващата година започва не особено добре с някои ранни загуби на малките турнирчета в Сочи и Самара, но в Журмула, Латвия, младият тенис-талант позволява само на една съперничка да ѝ вземе повече от три гейма в един сет. През сезон 1997 русокосата московчанка отново тръгва на поход към турнирите и взима втората си титла на сингъл в Истанбул, като побеждава на финала поставената под номер 1 в схемата Десислава Топалова. По време на сезона записва и мачове с някои от бъдещите звезди в световния тенис – на два пъти среща бъдещата номер 3 в света Надя Петрова, срещу която и печели, и губи, а на финала в Батуми за първи път в кариерата си записва неуспех срещу Анастасия Мискина. Смело решава и да играе в Москва и да запише дебюта си във WTA Тур – успешно преминава квалификациите, но губи в първия кръг от №28 в света Пати Шнидер „почти без бой“ – 6 – 2, 6 – 1.
През 1998 целите стават все по-високи, а турнирите – все по-оспорвани. Дементиева играе квалификациите и губи първия кръг в основната схема в Москва и Прага, но грабва трофея в ITF турнира в Бухен. На няколко пъти играе с далеч по-силните играчи от топ 50 – записва два успеха срещу №42 и №46 в света – Сара Питковски и Кара Блек, а и играе и печели първият тайбрек в мача си с Амели Моресмо (7 – 6(5), 6 – 7(3), 1 – 6).
През 1999 Дементиева представя Русия на финала на Фед Къп срещу САЩ като помага на Русия да спечели единствената си точка благодарение на победата над Винъс Уилямс с 1 – 6, 6 – 3, 7 – 6(5) след като губи мача с 1 – 4 в третия сет. През сезона взима участие и в първите си основни схеми на турнири от Големия шлем – чрез квалификации за Аустрелиън оупън, Ролан Гарос и Уимбълдън и директно по право на ранкинга в Ю Ес Оупън. Достига втория кръг в Мелбърн и Ролан Гарос|Париж, отпада в първия в Лондон, но се компенсира за ранната си загуба с трети кръг в Ню Йорк. През годината стига и до първия си полуфинал – този в Палермо.
През 2000 тя влиза в топ 20, като за втора поредна година печели повече от 40 мача и прибавя в приходите си от наградни фондове над $600 000. Тя става първата рускиня в историята на тениса, достигнала полуфиналите на Ю Ес Оупън, където търпи поражение от Линдзи Дейвънпорт. През същата 2000 година на летните олимпийски игри в Сидни, Австралия, Дементиева печели среброто след като не успява да победи единствено най-добрата на олимпийския корт Винъс Уилямс с 2 – 6, 4 – 6. Първи полуфинал и на турнир от I категория – в Индиън Уелс. Стига и до Шампионата на WTA Тур, където в първия кръг побеждава защитаващата титлата си №2 в света Линдзи Дейвънпорт (за втори път в историята шампионът си тръгва толкова рано), а след това и Ким Клайстърс на четвъртфинала след като губи третия сет с 2 – 4. Все пак, не стига финал – пътя ѝ препречва Моника Селеш на полуфинала. През 2000 Дементиева получава и награда от WTA Тур – най-напреднал играч в световната ранглиста.
2001 е втората поредна година, в която „хубавата Елена“ Дементиева завършва сезона в челната двайсетица. По време на сезона, тя става първата ракета на Русия – позиция, която се е владеела от Анна Курникова от декември 1997. Въпреки това, Дементиева страда дълго от контузия в рамото докато играе в Австралия. За да продължи да играе, тя променя начина на изпълнение на своя сервис, като към изпълнението му прибавя сечена топка и променя придвижването си. След като рамото ѝ се оправя обаче, начинът за изпълнение на сервиса остава същия, и много специалисти го определят като „най-лошия сервис сред най-добрите играчи“. Тя е правила по цели 19 двойни грешки в един мач и е удряла първия и втория си сервис с удар от около 50 мили в час. Където ударът на топката трябва да е подобен на „1 часа“ (ако часовникът бе сложен над главата на сервиращия, топката трябва да е премине там където е стрелката за 1 часа), тя я удря като за „2 часа“.

## За първи път сред най-добрите (2002 – 2003)
През 2002 достига четвърти последователен финал на сингъл в Хертогенбош (губи от Данилиду след като е повела с 3 – 1 в третия сет). Също е и сред четирите най-добри в Акапулко и Филдерщат (побеждава №10 Хингис с 6 – 3, 6 – 1 – първата ѝ победа над състезател от елитната десетка от четвъртфинала срещу Хингис в Москва през 2001). Последни в четири турнира са мачовете ѝ на четвъртфинала – в Париж, Маями (губи от Винъс Уилямс след три сета), Амелия Айлънд (губи от Йелена Докич в три сета) и Бол. На Уимбълдън достига четвъртия си поред четвърти кръг и най-добро представяне на най-големия тревен турнир до този момент, но търпи поражение от Жустин Енен-Арден. Класира се за шампионата на WTA Тур, но отново губи от Енен-Арден още в първия кръг.
През сезона се оформя здрава връзка в играта на двойки със словашката тенисистка Хусарова – заедно вдигат високо трофеите в Берлин, Сан Диего, Москва и купата на шампионата на WTA Тур, а остават втори в класирането на Ю Ес Оупън. Некласирана на двойки на 1 април 2001, започва 2002 като №94, достигайки №6 в края на сезона (и личният рекорд – №4 на 14 април 2003).
През сезон 2003 участва на повечето турнири като част от „елитната десетка“ (27). Започва годината като №20, отново се завръща в десетката след като достига номер 8 – най-голямото си постижение до този момент – и номер 1 на Русия – между 15 септември и 2 ноември. Печели общо три титли, като с тази в Амелия Айлънд взима първия си трофей от общо 92-рото си участие на турнир на сингъл, като по пътя си се изправя срещу №1 Жустин Енен-Арден (спасява мачбол) и №2 в схемата Линдзи Дейвънпорт (превъзмогва временната загуба от 4 – 6, 2 – 4 до крайното 4 – 6, 7 – 5, 6 – 3). Достига полуфинал в Париж, Торонто, Ню Хейвън и Москва (слага края на кошмарния баланс 0 – 10 срещу Моресмо) и се класира за Шампионата на WTA Тур – губи от Моресмо и Ким Клайстърс, но инфарктната победа срещу Чанда Рубин след като е губела мача с 4 – 6, 2 – 5 30 – 15 дава шанс на бъдещата френска номер 1 да продължи на полуфинала. Играе доста често с Жустин Енен-Арден през сезона и единствена успява да я победи в три сета между януари и септември; бие я в Амелия Айлънд, а по-късно в третия кръг в Сан Диего губи, след като е водела с 6 – 4 4 – 2, като все пак удължава мача до три сета. За втора поредна година губи мач на собствения си рожден ден – в Люксембург двубоя с Надя Петрова. На двойки грабва титлата в Хертогенбош заедно с Лина Краснорутская и двете заедно успяват да победят защитващите шампионки от Уимбълдън сестри Уилямс, които търпят първо поражение от Сан Диего '99.

## Истинският връх (2004 – 2005)
Сезон 2004 е най-добрия в кариерата на младата московчанка – достига два от финалите за Голям шлем (и единственият тенисист през 2004 с подобно постижение); на Ролан Гарос отбелязва първата си победа срещу Смашнова в третия кръг след 6 – 0, 6 – 7(2), 2 – 0, след това прегазва и Дейвънпорт в следващия си мач с 6 – 1, 6 – 3 (за първи път достига толкова далеч в открития шампионат на Франция, №3 и местна любимка Моресмо с 6 – 4, 6 – 3, а на полуфинала и Суарес отпада от голямата битка след мача с Дементиева, завършил 6 – 0, 7 – 5. На финала губи срещата си с шестата в схемата Анастасия Мискина – 6 – 1, 6 – 2 – първият в историята изцяло руски финал на турнир от Голям шлем. Другият голям финал е този в Ню Йорк – след шеметните победи над номер 2 Моресмо на четвъртфинала с 4 – 6, 6 – 4, 7 – 6(1) и номер 8 Каприати 6 – 0, 2 – 6, 7 – 6(5) на полуфинала я довеждат отново в битката за титлата във втория (и последен) изцяло руски финал, но Елена отново губи – този път 3 – 6, 5 – 7 се оказват достатъчни за Светлана Кузнецова да грабне първия си голям трофей. След това дебютира в топ 5 (на 13 септември) на позиция номер 5. Като поставена под номер 1 стига финала в Хазелт без да загуби сет, но губи първия си сет във финала за да отвее по-късно от него Бовина (0 – 6, 6 – 0, 6 – 4, след като е губела третия сет с 1 – 4) по пътя си към първата и единствена титла през сезон 2004. Достига и до още два финала на турнири от първа категория – в Маями (отстранява трикратната носителка на титлата Винъс Уилямс с 6 – 3, 5 – 7, 7 – 6(3) на четвъртфинала) и в Москва (отмъщава си на Кузнецова за загубения финал на Ю Ес Оупън като ѝ натрива носа на четвъртфинала). Отпада на полуфиналите в Лос Анджелис (губи срещу Серена Уилямс, Сан Диего (губи от бъдещата шампионка Дейвънпорт), Ню Хейвън (губи от бъдещата шампионка Елена Бовина) и Цюрих (губи срещу Шарапова в три сета, като през следващата седмица стига до актуалния и днес връх в кариерата си №4 в света. Четвъртфиналите се оказват непреодолими в Сидни (срещу Линдзи Дейвънпорт) и Париж (губи мача си с Татяна Головен). На другите два големи турнира през годината – Шампионат на WTA Тур и Олимпийските игри в Атина търпи пълен провал – губи още в груповата фаза и трите си мача, а на олимпийския корт губи срещата си от първия кръг на двойки.
През 2005 Дементиева за трета поредна година завършва в голямата десетка, като през целия сезон достига до 8 полуфинала или по-напред, а успехите ѝ на двойки и героизмът като участник във Фед Къп въобще не остават незабелязани. Играе 13 и 14 финал в Чарлстън (губи от Енен-Арден с 6 – 7, 4 – 6, след като води с 5 – 3 в първия сет и пропилява възможност да го спечели при 5 – 4) и Филаделфия (справя се с Пешке на четвъртфинала и успява да се вмъкне в Шампионата на WTA Тур; губи финала срещу Моресмо след 5 – 7, 6 – 2, 5 – 7, след като се е завърнала след 1 – 4 в третия сет и сервирала за титлата при 5 – 4). Най-големият от полуфиналите, разбира се, би могъл да е само от Големия шлем – на Ю Ес Оупън отстранява водачката в световната ранглиста Линдзи Дейвънпорт с 6 – 1, 3 – 5, 7 – 6(6) на четвъртфинала и взима втората си победа над „царуващ“ номер 1 в света след като е победила Мартина Хингис в Москва през 2001; губи мача си с Мери Пиърс; за четвърти път през последните две години тя успява да измъкне третия заключителен сет след тайбрек в Ню Йорк. Играе на полуфиналите в Сидни (отказва се в мача си срещу Саманта Стосър поради болест), Индиън Уелс (и печели 300-ния си мач по време на престоя си там, срещу Татяна Головин, а след това и петата поставена Светлана Кузнецова със 7 – 5 в третия сет, но е победена от бъдещата шампионка Ким Клайстърс; след това преминава границата от $5,000,000 от наградни фондове – първата рускиня с подобно постижение), Лос Анджелис (губи от Хантухова), Филдерщат (прекъсва поредицата от 7 поредни загуби срещу Ким Клайстърс с 6 – 3, 3 – 6, 6 – 2 на четвъртфинала; по думите ѝ "това е най-добрият мач, който някога е играла, и то прекъсвайки серията от 21 поредни победи за шампионката от Ю Ес Оупън 2005; губи битката с Амели Моресмо за първи път от четири мача помежду им насам), Москва (побеждава двукратната носителка на трофея Анастасия Мискина на четвъртфиналите, но губи полуфиналният двубой със Скиавоне). Достига четвъртия кръг и на четирите останали най-големи турнира – в Австралия губи след 7 – 6(3), 6 – 7(4), 2 – 6 от Пати Шнидер (след като е повела с 4 – 0 във втория сет), Ролан Гарос|Франция не се справя с бъдещата полуфиналистка Елена Лиховцева – 6 – 7(3), 7 – 5, 5 – 7, а Англия е мястото за провал срещу Мискина – 6 – 1, 6 – 7(9), 7 – 5 (водейки с 3 – 0 във втория сет и 2 мачбола в тайбрека). В края на сезона отпада рано-рано в шампионата за трета поредна година и за втора година без нито една победа (загуби от Мери Пиърс, Амели Моресмо и Ким Клайстърс). Непрестанно е в топ 10 от септември 2003 насам. На двойки грабва шестия трофей в кариерата си в Лос Анджелис, но остава втора в Сидни и Открито първенство на САЩ. Представяйки Русия, смело повежда сънародничките си срещу Италия (4 – 1) в първия кръг, САЩ (4 – 1) на полуфинала и Франция (3 – 2) в третия по пътя към втората шампионска титла за Русия.

## (2006 – 2007)
През 2006 Дементиева за четвърта поредна година завършва сезона в челната десетица, като взима петият и шестия си трофей; печели най-голямата си титла – в Токио на турнир от I категория (като №2 в схемата, справя се с №5 и №4 в турнира Вайдишова и Мискина на четвъртфинала и полуфинала, а на финала взима победата с 6 – 2, 6 – 0 над получилата „уайлд кард“ Мартина Хингис), а в късното лято и тази в Лос Анджелис (като №3 в схемата, „взима скалпа“ на топпоставената Мария Шарапова със 7 – 5, 6 – 2 на полуфинала и №16 Йелена Янкович след 6 – 3, 4 – 6, 6 – 4 на финала, след като е повела с 5 – 0 в третия сет преди сръбкинята да се завърне в битката; променя статистиката срещу Мария Шарапова на 2 – 5 след полуфинала); след това на 14 август се завръща в топ 5 за първи път от юли 2005. Освен това остава втора на Индиън Уелс (като номер 4 в турнира, побеждава номер 1 в схемата Жустин Енен-Арден с 2 – 6, 7 – 5, 7 – 5 на полуфинала, след като е изоставала с 2 – 5 във втория сет; все пак губи на финала срещу Шарапова след 1 – 6, 2 – 6). Играе на полуфинал четири пъти – в Антверпен (губи от Ким Клайстърс в три сета), Варшава (отново губи от бъдещата шампионка Клайстърс), Хертогенбош (губи от бъдещата шампионка Михаела Крайчек след 6 – 1, 6 – 7(5), 4 – 6 след като изпуска мачбол при 5 – 4 във втория сет), Москва (побеждава Пати Шнидер, но не и бъдещата шампионка Анна Чакветадзе в три сета), а други седем пъти губи мача за „най-добрите осем“, сред които се очертават тези в Уимбълдън (на първия си четвъртфинал там, като №7 в схемата, губи от №4 Мария Шарапова с 1 – 6, 4 – 6) и Ю Ес Оупън (губи от №19 Йелена Янкович). На пет турнира е отпаднала преди четвъртфинала, включително и на Аустрелиън Оупън (№9 в схемата, губи още първия кръг срещу Юлия Шруф), а на Ролан Гарос (губи от №31 Шахар Пеер след 4 – 6, 5 – 7 след като е водела с 4 – 1 и в двата сета). Отново записва участие в крайния Шампионат на WTA Тур, но записва отново три загуби в груповата фаза (Мария Шарапова, Светлана Кузнецова, Ким Клайстърс). На двойки губи финала в Берлин и полуфиналите в Париж и Хертогенбош (всичките с Флавия Пенета). Повежда Русия към загубата от Белгия (побеждава Ким Клайстърс, но губи мача с Жустин Енен-Арден), а след това и към победата срещу Хърватия.
Сезон 2007 не започва обещаващо за Елена – губи втория кръг в Сидни (отстранена от На Ли след 5 – 7 в третия сет) и четвъртия в Мелбърн (губи мача с Никол Вайдишова. През февруари обаче достига полуфинал в Токио (губи от оказалата се шампионка Мартина Хингис), но губи още първия си мач в Антверпен. Поредица контузии ѝ пречат да играе през март и април, но се завръща триумфално през май, достигайки четвъртфинала в Рим (като номер 10, но губи от третата и бъдеща шампионка Йелена Янкович). Грабва първата си титла в Истанбул, но не се доказва на Ролан Гарос – губи третия кръг срещу поставената под номер 18 Бартоли. Уимбълдън не се оказва особено успешен – отстранена е от непоставената австрийка Тамира Пашек в три сета, но в края на месец юли стига полуфинала в Сан Диего, на който по-добра се оказва Пати Шнидер. През следващия месец достига до четвъртфиналите в Лос Анджелис където защитава титлата си, но не успява – губи мача си с Мария Шарапова. По-късно стига и полуфиналите в Ню Хейвън. На Ю Ес Оупън губи от друга австрийка – Зибиле Бамер и ѝ дава възможността да играе в четвъртия кръг. По-късно през септември губи и втория си мач в третия кръг в Пекин срещу взела титлата в Бали само преди седмица – Линдзи Дейвънпорт с 6 – 7(1), 1 – 6.

## Финали на турнирите от WTA Тур
| легенда                  |
| Голям шлем (0)           |
| Шампионат на WTA Тур (0) |
| I категория (1)          |
| II категория (3)         |
| III категория (3)        |
| IV-V категория (0)       |

### Титли на сингъл (7)
| титла № | дата              | турнир             | настилка        | противник на финала | резултат                             |
| 1.      | 20 април 2003     | Амелия Айлънд, САЩ | клей (открит)   | Линдзи Дейвънпорт   | 4 – 6, 7 – 5, 6 – 3                  |
| 2.      | 14 септември 2003 | Бали, Индонезия    | твърд (открит)  | Чанда Рубин         | 6 – 2, 6 – 1                         |
| 3.      | 21 септември 2003 | Шанхай, Китай      | твърд (открит)  | Чанда Рубин         | 6 – 3, 7 – 6(6)                      |
| 4.      | 3 октомври 2004   | Хазелт, Белгия     | клей (открит)   | Елена Веснина       | 0 – 6, 6 – 0, 6 – 4                  |
| 5.      | 5 февруари 2006   | Токио, Япония      | килим (закрит)  | Мартина Хингис      | 6 – 2, 6 – 0                         |
| 6.      | 13 август 2006    | Лос Анджелис, САЩ  | твърда (открит) | Йелена Янкович      | 6 – 3, 4 – 6, 6 – 4                  |
| 7.      | 26 май 2007       | Истанбул, Турция   | клей (открит)   | Араван Резаи        | 7 – 6(5), 3 – 0 и отказване на Резаи |

### Титли на двойки (6)
| титла № | дата             | турнир                | настилка        | партньор           | противници на финала                    | резултат               |
| 1.      | 12 май, 2002     | Берлин, Германия      | клей (открит)   | Жанет Хусарова     | Даниела Хантухова Аранча Санчес-Викарио | 0 – 6, 7 – 6(3), 6 – 2 |
| 2.      | 16 юли, 2002     | Сан Диего, САЩ        | твърда (открит) | Жанет Хусарова     | Даниела Хантухова Ай Сугияма            | 6 – 2, 6 – 4           |
| 3.      | 6 октомври, 2002 | Москва, Русия         | килим (открит)  | Жанет Хусарова     | Надя Петрова Йелена Докич               | 2 – 6, 6 – 3, 7 – 6(7) |
| 4.      | 11 ноември, 2002 | Лос Анджелис, САЩ     | килим (закрит)  | Жанет Хусарова     | Елена Лиховцева Кара Блек               | 4 – 6, 6 – 4, 6 – 3    |
| 5.      | 21 юни, 2003     | Хертогенбош, Холандия | трева (открит)  | Лина Краснорутская | Надя Петрова Мери Пиърс                 | 2 – 6, 6 – 3, 6 – 4    |
| 6.      | 14 август, 2005  | Лос Анджелис, САЩ     | твърда (открит) | Флавия Пенета      | Бетани Матек Анджела Хейнс              | 6 – 2, 6 – 4           |

### Загубени финали на сингъл (11)
| финал № | дата               | турнир                | настилка        | противник на финала | резултат            |
| 1.      | 1 октомври, 2000   | Олимпиада, Австралия  | твърда (открит) | Винъс Уилямс        | 6 – 2, 6 – 4        |
| 2.      | 4 март, 2001       | Акапулко, Мексико     | клей (открит)   | Аманда Кьотцер      | 6 – 2, 1 – 6, 2 – 6 |
| 3.      | 7 октомври, 2001   | Москва, Русия         | килим (закрит)  | Йелена Докич        | 3 – 6, 3 – 6        |
| 4.      | 22 юни, 2002       | Хертогенбош, Холандия | трева (открит)  | Елени Данилиду      | 6 – 3, 2 – 6, 3 – 6 |
| 5.      | 4 април, 2004      | Маями, САЩ            | твърда (открит) | Серина Уилямс       | 1 – 6, 1 – 6        |
| 6.      | 3 юни, 2004        | Ролан Гарос, Франция  | клей (открит)   | Анастасия Мискина   | 1 – 6, 2 – 6        |
| 7.      | 11 септември, 2004 | Ю Ес Оупън, САЩ       | твърд (открит)  | Светлана Кузнецова  | 3 – 6, 5 – 7        |
| 8.      | 17 октомври, 2004  | Москва, Русия         | твърда (закрит) | Анастасия Мискина   | 5 – 7, 0 – 6        |
| 9.      | 17 април, 2005     | Чарлстън, САЩ         | клей (открит)   | Жустин Енен-Арден   | 5 – 7, 4 – 6        |
| 10.     | 6 ноември, 2005    | Филаделфия, САЩ       | твърда (закрит) | Амели Моресмо       | 5 – 7, 6 – 2, 5 – 7 |
| 11.     | 18 март, 2006      | Индиън Уелс, САЩ      | твърда (открит) | Мария Шарапова      | 1 – 6, 2 – 6        |

### Загубени финали на двойки (7)
| титла № | дата               | турнир           | настилка        | партньор           | противници на финала                | резултат            |
| 1.      | 7 октомври, 2001   | Москва, Русия    | килим (закрит)  | Лина Краснорутская | Анна Курникова Мартина Хингис       | 6 – 7(3), 3 – 6     |
| 2.      | 10 февруари, 2002  | Париж, Франция   | килим (закрит)  | Жанет Хусарова     | Мейлин Ту Натали Деши               | отказване           |
| 3.      | 16 март, 2002      | Индиън Уелс, САЩ | твърда (открит) | Жанет Хусарова     | Лиса Реймънд Рене Стъбс             | 5 – 7, 0 – 6        |
| 4.      | 8 септември, 2002  | Ю Ес Оупън, САЩ  | твърда (открит) | Жанет Хусарова     | Вирхиния Руано-Паскуал Паола Суарес | 2 – 6, 1 – 6        |
| 5.      | 15 януари, 2005    | Сидни, Австралия | твърда (открит) | Ай Сугияма         | Саманта Стосър Брайан Стюарт        | отказване           |
| 6.      | 10 септември, 2005 | Ю Ес Оупън, САЩ  | твърда (открит) | Флавия Пенета      | Лиса Реймънд Саманта Стосър         | 2 – 6, 7 – 5, 3 – 6 |
| 7.      | 14 май, 2006       | Берлин, Германия | клей (открит)   | Флавия Пенета      | Зи Ян Женг Жи                       | 2 – 6, 3 – 6        |

## Представяне на турнирите на сингъл през годините
За да се предотврати двойно отичтане на резултатите, информацията в тази таблица се отчита само когато участието на участника в турнира е завършило. Последното събитие, отчетено в таблицата е Ю Ес Оупън '07, което приключи на 9 септември 2007.
| Турнир                            | 1997  | 1998  | 1999    | 2000    | 2001    | 2002    | 2003    | 2004    | 2005    | 2006    | 2007    | СО през цялата кариерата | Победи-загуби през цялата кариера |
| --------------------------------- | ----- | ----- | ------- | ------- | ------- | ------- | ------- | ------- | ------- | ------- | ------- | ------------------------ | --------------------------------- |
| Голям шлем                        |       |       |         |         |         |         |         |         |         |         |         |                          |                                   |
| Аустрелиън Оупън                  | НУ    | НУ    | 2К      | 3К      | 3К      | 4К      | 1К      | 1К      | 4К      | 1К      | 4К      | 0 / 9                    | 14 – 9                            |
| Ролан Гарос                       | НУ    | НУ    | 2К      | 2К      | 2К      | 4К      | 1К      | Ф       | 4К      | 3К      | 3К      | 0 / 9                    | 19 – 8                            |
| Уимбълдън                         | НУ    | НУ    | 1К      | 1К      | 3К      | 4К      | 4К      | 1К      | 4К      | ЧФ      | 3К      | 0 / 9                    | 17 – 9                            |
| Ю Ес Оупън                        | НУ    | НУ    | 3К      | ПФ      | 4К      | 3К      | 4К      | Ф       | ПФ      | ЧФ      | 3К      | 0 / 9                    | 30 – 9                            |
| Титли от Голям шлем               | 0 / 0 | 0 / 0 | 0 / 4   | 0 / 4   | 0 / 4   | 0 / 4   | 0 / 4   | 0 / 4   | 0 / 4   | 0 / 4   | 0 / 4   | 0 / 36                   | -                                 |
| Победи-загуби от Големия шлем     | 0 – 0 | 0 – 0 | 4 – 4   | 8 – 3   | 8 – 4   | 10 – 4  | 6 – 4   | 11 – 4  | 14 – 4  | 10 – 4  | 9 – 4   | -                        | 80 – 35                           |
| Олимпийски игри                   |       |       |         |         |         |         |         |         |         |         |         |                          |                                   |
| Летни олимпийски игри             | НП    | НП    | НП      | Ф       | НП      | НП      | НП      | 1К      | НП      | НП      | НП      | 0 / 2                    | 5 – 2                             |
| Шампионат на WTA Тур              |       |       |         |         |         |         |         |         |         |         |         |                          |                                   |
| Шампионат на WTA Тур              | НУ    | НУ    | НУ      | ПФ      | 1К      | 1К      | ГП      | ГП      | ГП      | ГП      | НУ      | 0 / 7                    | 3 – 14                            |
| Турнири на WTA Тур от I категория |       |       |         |         |         |         |         |         |         |         |         |                          |                                   |
| Токио                             | НУ    | НУ    | НУ      | НУ      | НУ      | 2К      | ЧФ      | 2К      | ЧФ      | Т       | ПФ      | 1 / 6                    | 10 – 5                            |
| Индиън Уелс                       | НУ    | НУ    | НУ      | ПФ      | ЧФ      | 3К      | 4К      | НУ      | ПФ      | Ф       | НУ      | 0 / 6                    | 20 – 6                            |
| Маями                             | НУ    | НУ    | НУ      | 4К      | ПФ      | ЧФ      | 2К      | Ф       | ЧФ      | 4К      | НУ      | 0 / 7                    | 20 – 7                            |
| Чарлстън                          | НУ    | НУ    | НУ      | 4К      | НУ      | 2К      | 3К      | 3К      | Ф       | НУ      | НУ      | 0 / 5                    | 10 – 5                            |
| Берлин                            | НУ    | НУ    | НУ      | ЧФ      | НУ      | 1К      | 1К      | 3К      | НУ      | 3К      | 3К      | 0 / 6                    | 7 – 6                             |
| Рим                               | НУ    | НУ    | 2К      | 2К      | НУ      | НУ      | 2К      | 2К      | 2К      | ЧФ      | ЧФ      | 0 / 7                    | 6 – 7                             |
| Сан Диего1                        | НУ    | НУ    | НУ      | 1К      | 3К      | 3К      | 3К      | ПФ      | 2К      | ЧФ      | ПФ      | 0 / 8                    | 12 – 8                            |
| Монреал/Торонто                   | НУ    | НУ    | НУ      | 1К      | 3К      | 2К      | ПФ      | 2К      | НУ      | НУ      | 2К      | 0 / 6                    | 6 – 6                             |
| Москва                            | 1К    | 1К    | 1К      | ЧФ      | Ф       | 2К      | ПФ      | Ф       | ПФ      | ПФ      |         | 0 / 10                   | 17 – 10                           |
| Цюрих                             | НУ    | НУ    | 1К      | 2К      | 1К      | 2К      | 2К      | ПФ      | ЧФ      | 2К      |         | 0 / 8                    | 5 – 8                             |
| Кариерата в статистика            |       |       |         |         |         |         |         |         |         |         |         |                          |                                   |
| Участие в общ брой турнири        | 1     | 2     | 11      | 20      | 22      | 26      | 27      | 22      | 20      | 21      | 16      | -                        | 189                               |
| Достигнати финали                 | 0     | 0     | 0       | 1       | 2       | 1       | 3       | 5       | 2       | 3       | 1       | -                        | 18                                |
| Титли                             | 0     | 0     | 0       | 0       | 0       | 0       | 3       | 1       | 0       | 2       | 1       | -                        | 7                                 |
| Победи-загуби на твърда настилка  | 0 – 0 | 0 – 0 | 7 – 6   | 25 – 10 | 17 – 12 | 13 – 11 | 24 – 13 | 26 – 14 | 27 – 14 | 21 – 11 | 17 – 8  | -                        | 177 – 99                          |
| Победи-загуби на клей             | 0 – 0 | 0 – 1 | 5 – 4   | 8 – 4   | 11 – 4  | 11 – 8  | 10 – 6  | 8 – 5   | 12 – 4  | 9 – 5   | 12 – 4  | -                        | 86 – 45                           |
| Победи-загуби на трева            | 0 – 0 | 0 – 0 | 0 – 1   | 0 – 1   | 2 – 2   | 7 – 2   | 7 – 3   | 0 – 1   | 3 – 2   | 6 – 2   | 3 – 2   | -                        | 28 – 16                           |
| Победи-загуби на килим            | 0 – 1 | 0 – 1 | 0 – 1   | 5 – 4   | 8 – 4   | 6 – 6   | 8 – 3   | 5 – 3   | 3 – 2   | 11 – 3  | 2 – 2   | -                        | 48 – 30                           |
| Победи-загуби общо                | 0 – 1 | 0 – 2 | 12 – 12 | 38 – 19 | 38 – 22 | 37 – 27 | 49 – 25 | 39 – 23 | 45 – 22 | 47 – 21 | 34 – 16 | -                        | 339 – 1902                        |
| Класиране в края на сезона        | 355   | 182   | 62      | 11      | 15      | 19      | 8       | 6       | 8       | 8       |         | -                        | -                                 |

- НУ = не участва в турнира
- НП = не се провежда
- Т = титла
- Ф = финал
- ПФ = полуфинал
- ЧФ = четвъртфинал
- 1К,2К,3К... = съответния кръг от надпреварата
- – = неясна все още информация поради продължаваща активна кариера
- СО = равносметка между броя на спечелените турнири и общо участия
- ГК = губи в квалификациите на турнира
- 1 Турнирът в Сан Диего придобива статут на I категория през 2004.
- 2 Ако включим и участията от турнирите на ITF и Фед къп (23 – 5), общият баланс победи-загуби става 416 – 217.

## Решаващи мачове в кариерата на Дементиева
- 2001 Москва четвъртфинал: побеждава за пръв път в кариерата си водачка в световната ранглиста – Мартина Хингис, 6 – 2, 6 – 2.
- 2004 Париж полуфинал: губи от Амели Моресмо – 0 – 6, 0 – 6 – единственият „дабъл багъл“ (загуба на нула и в двата сета) в кариерата ѝ.
- 2004 Ролан Гарос финал: губи от Анастасия Мискина в два сета (6 – 1,6 – 2) при първия си финал на турнир от Големия шлем. По време на мача Дементиева изкрещява към майка си: „Мразя сервиса си!“
- 2005 Уимбълдън 1/16-финал:губи от Анастасия Мискина за четвърти пореден път (6 – 1, 6 – 7(9), 5 – 7) след като е водела с 6 – 1, 3 – 0 и сервирала за мача във втория сет и още един мачбол в тайбрека във втория сет.
- 2005 Открито първенство на САЩ четвъртфинал: побеждава №1 в света Линдзи Дейвънпорт с 6 – 1, 3 – 6, 7 – 6(5). Това е четвъртият път от Ю Ес Оупън 2004 когато тя взима мача след 7 – 6 в третия сет и петият път от Ю Ес Оупън 2000.
- 2005 Филдерщат четвъртфинал: побеждава Ким Клайстърс с 6 – 3, 3 – 6, 6 – 2 за втори път от 9 срещи помежду им, като прекратява поредицата от 21 победи за бившата номер 1 белгийка. След мача, в интервю, Дементиева казва, че „това е най-добрият мач, който някога е играла“.
- 2006 Токио финал: побеждава Мартина Хингис с 6 – 2, 6 – 0 за 59 минути за да грабне първата си титла от Хазелт през октомври 2004 насам и първата от I категория. След мача Дементиева казва, че „е играла добре само един ден през цялата седмица“. И все пак, тя вече е била поставена като номер 1 в схемата.
- 2006 Индиън Уелс полуфинал: побеждава Жустин Енен-Арден за втори път от девет срещи помежду им, с 2 – 6, 7 – 5, 7 – 5. Дементиева в началото губи с 2 – 6, 2 – 5 и Енен-Арден на два пъти сервира за мача. Това е първата победа на Дементиева над състезател от топ 10 от началото на сезона.
- 2006 Лос Анджелис финал: побеждава Йелена Янкович с 6 – 3, 4 – 6, 6 – 4. След като е повела с 5 – 0 над очевидно уморената опонентка в третия сет, Дементиева не успява да реализира сервис-геймовете си на два пъти, като най-накрая пробива сръбкинята след четирите поредни спечелени гейма от нейна страна.

## Приходи от наградни фондове
| Година           | Титли от Голям шлем | Титли от WTA Тур | Общо титли | Приходи ($)                                                   | Класиране в класацията                                  |
| ---------------- | ------------------- | ---------------- | ---------- | ------------------------------------------------------------- | ------------------------------------------------------- |
| 1998             | 0                   | 0                | 0          | 18,095 Архив на оригинала от 2018-12-15 в Wayback Machine.    | 242 Архив на оригинала от 2018-12-15 в Wayback Machine. |
| 1999             | 0                   | 1                | 1          | 107,247 Архив на оригинала от 2018-12-15 в Wayback Machine.   | 88 Архив на оригинала от 2018-12-15 в Wayback Machine.  |
| 2000             | 0                   | 0                | 0          | 613,627 Архив на оригинала от 2018-12-15 в Wayback Machine.   | 13 Архив на оригинала от 2018-12-15 в Wayback Machine.  |
| 2001             | 0                   | 0                | 0          | 523,101 Архив на оригинала от 2018-12-15 в Wayback Machine.   | 18 Архив на оригинала от 2018-12-15 в Wayback Machine.  |
| 2002             | 0                   | 0                | 0          | 844,325 Архив на оригинала от 2018-12-15 в Wayback Machine.   | 11 Архив на оригинала от 2018-12-15 в Wayback Machine.  |
| 2003             | 0                   | 3                | 3          | 869,740 Архив на оригинала от 2018-12-15 в Wayback Machine.   | 12 Архив на оригинала от 2018-12-15 в Wayback Machine.  |
| 2004             | 0                   | 1                | 1          | 1,825,688 Архив на оригинала от 2018-12-15 в Wayback Machine. | 7 Архив на оригинала от 2018-12-15 в Wayback Machine.   |
| 2005             | 0                   | 0                | 0          | 1,524,461 Архив на оригинала от 2018-12-15 в Wayback Machine. | 7 Архив на оригинала от 2018-12-15 в Wayback Machine.   |
| 2006             | 0                   | 2                | 2          | 1,429,005 Архив на оригинала от 2018-01-10 в Wayback Machine. | 7 Архив на оригинала от 2018-01-10 в Wayback Machine.   |
| 2007             |                     |                  |            |                                                               |                                                         |
| В цялата кариера | 0                   | 7                | 7          | 8,206,588 Архив на оригинала от 2018-12-15 в Wayback Machine. | 19 Архив на оригинала от 2018-12-15 в Wayback Machine.  |